# 김해 김씨 열녀각
김해김씨 열녀각은 충청북도 청주시 청원구에 있다. 2015년 4월 17일 청주시의 향토유적 제113호로 지정되었다.

## 개요
경주김씨 김인석의 처 김해김씨의 정절을 기리기 위해 세운 정려각이다.